# GABBR1
Receptor 1 gama-aminobuterne kiseline B (GABAB1) je podjedinica G protein spregnutog receptora koja je kodirana  genom.
Gama-aminobuterna kiselina (GABA) je inhibitorni neurotransmiter u centralnom nervnom sistemu sisara. GABA deluje na jonotropne GABA(A/C) receptore čime se proizvodi brza sinaptička inhibicija, kao i na metabotropne GABA(B) receptore, čime nastaju dugotrajniji inhibitorni signali. GABA(B) receptor se sastoji od heterodimera sa dva srodna 7-transmembranska receptora, GABA(B) receptor 1 i GABA(B) receptor 2. Gen GABA(B) receptora 1 se nalazi na hromozomu 6p21.3 u regionu HLA klase I, blizo HLA-F gena. Lokusi predispozicije za maltiplu sklerozu, epilepsiju, i šizofreniju su mapirani u ovaj region. Alternativno splajsovanje ovog gena generiše 4 transkriptne varijante.

## Interakcije
Pokazano je da GABBR1 formira interakcije sa ATF4 i GABBR2.

## Literatura
- Fraser DD, Mudrick-Donnon LA, MacVicar BA (1994). „Astrocytic GABA receptors.”. Glia. 11 (2): 83—93. PMID 7927650. doi:10.1002/glia.440110203.
- Maruyama K, Sugano S (1994). „Oligo-capping: a simple method to replace the cap structure of eukaryotic mRNAs with oligoribonucleotides.”. Gene. 138 (1–2): 171—4. PMID 8125298. doi:10.1016/0378-1119(94)90802-8.
- Kaupmann K; Huggel K; Heid J;  . (1997). „Expression cloning of GABA(B) receptors uncovers similarity to metabotropic glutamate receptors”. Nature. 386 (6622): 239—46. PMID 9069281. doi:10.1038/386239a0.
- Suzuki Y; Yoshitomo-Nakagawa K; Maruyama K;  . (1997). „Construction and characterization of a full length-enriched and a 5'-end-enriched cDNA library”. Gene. 200 (1–2): 149—56. PMID 9373149. doi:10.1016/S0378-1119(97)00411-3.
- Grifa A; Totaro A; Rommens JM;  . (1998). „GABA (gamma-amino-butyric acid) neurotransmission: identification and fine mapping of the human GABAB receptor gene”. Biochem. Biophys. Res. Commun. 250 (2): 240—5. PMID 9753614. doi:10.1006/bbrc.1998.9296.
- Goei VL; Choi J; Ahn J;  . (1999). „Human gamma-aminobutyric acid B receptor gene: complementary DNA cloning, expression, chromosomal location, and genomic organization”. Biol. Psychiatry. 44 (8): 659—66. PMID 9798068. doi:10.1016/S0006-3223(98)00244-3.
- Kaupmann K; Schuler V; Mosbacher J;  . (1999). „Human gamma-aminobutyric acid type B receptors are differentially expressed and regulate inwardly rectifying K+ channels”. Proc. Natl. Acad. Sci. U.S.A. 95 (25): 14991—6. PMC 24563 . PMID 9844003. doi:10.1073/pnas.95.25.14991.
- White JH; Wise A; Main MJ;  . (1999). „Heterodimerization is required for the formation of a functional GABA(B) receptor”. Nature. 396 (6712): 679—82. PMID 9872316. doi:10.1038/25354.
- Kuner R; Köhr G; Grünewald S;  . (1999). „Role of heteromer formation in GABAB receptor function”. Science. 283 (5398): 74—7. PMID 9872744. doi:10.1126/science.283.5398.74.
- Makoff A (1999). „Molecular cloning of human GABABR1 and its tissue distribution”. Brain Res. Mol. Brain Res. 64 (1): 137—40. PMID 9889352. doi:10.1016/S0169-328X(98)00316-7.
- Peters HC; Kämmer G; Volz A;  . (2000). „Mapping, genomic structure, and polymorphisms of the human GABABR1 receptor gene: evaluation of its involvement in idiopathic generalized epilepsy”. Neurogenetics. 2 (1): 47—54. PMID 9933300. doi:10.1007/s100480050051.
- Ng GY; Clark J; Coulombe N;  . (1999). „Identification of a GABAB receptor subunit, gb2, required for functional GABAB receptor activity”. J. Biol. Chem. 274 (12): 7607—10. PMID 10075644. doi:10.1074/jbc.274.12.7607.
- Sander T; Peters C; Kämmer G;  . (1999). „Association analysis of exonic variants of the gene encoding the GABAB receptor and idiopathic generalized epilepsy”. Am. J. Med. Genet. 88 (4): 305—10. PMID 10402495. doi:10.1002/(SICI)1096-8628(19990820)88:4<305::AID-AJMG5>3.0.CO;2-X.
- Wise A; Green A; Main MJ;  . (1999). „Calcium sensing properties of the GABA(B) receptor”. Neuropharmacology. 38 (11): 1647—56. PMID 10587080. doi:10.1016/S0028-3908(99)00119-7.
- Sullivan R; Chateauneuf A; Coulombe N;  . (2000). „Coexpression of full-length gamma-aminobutyric acid(B) (GABA(B)) receptors with truncated receptors and metabotropic glutamate receptor 4 supports the GABA(B) heterodimer as the functional receptor”. J. Pharmacol. Exp. Ther. 293 (2): 460—7. PMID 10773016.
- Schwarz DA; Barry G; Eliasof SD;  . (2000). „Characterization of gamma-aminobutyric acid receptor GABAB(1e), a GABAB(1) splice variant encoding a truncated receptor”. J. Biol. Chem. 275 (41): 32174—81. PMID 10906333. doi:10.1074/jbc.M005333200.
- White JH; McIllhinney RA; Wise A;  . (2001). „The GABAB receptor interacts directly with the related transcription factors CREB2 and ATFx”. Proc. Natl. Acad. Sci. U.S.A. 97 (25): 13967—72. PMC 17684 . PMID 11087824. doi:10.1073/pnas.240452197.
- Couve A; Kittler JT; Uren JM;  . (2001). „Association of GABA(B) receptors and members of the 14-3-3 family of signaling proteins”. Mol. Cell. Neurosci. 17 (2): 317—28. PMID 11178869. doi:10.1006/mcne.2000.0938.
- Muñoz A, Arellano JI, DeFelipe J (2002). „GABABR1 receptor protein expression in human mesial temporal cortex: changes in temporal lobe epilepsy”. J. Comp. Neurol. 449 (2): 166—79. PMID 12115687. doi:10.1002/cne.10287.

## Spoljašnje veze
- „GABAB Receptors: GABAB1”. IUPHAR Database of Receptors and Ion Channels. International Union of Basic and Clinical Pharmacology. Архивирано из оригинала 03. 03. 2016. г.